# Before They Make Me Run
Singles de The Rolling Stones
Plundered My Soul
(2010) Doom and Gloom
(2012)
Pistes de Some Girls
Respectable
(7) Beast of Burden
(9)
Before They Make Me Run est une chanson du groupe de rock britannique The Rolling Stones parue le 9 juin 1978 sur l'album Some Girls et le 13 novembre 2011 sur le single No Spare Parts présente sur la réédition de l'album.
Écrite par le guitariste Keith Richards, la chanson est une réponse à son arrestation pour possession d'héroïne à Toronto en février 1977. Les accusations criminelles et la perspective d'une peine de prison planaient sur les sessions d'enregistrement de Some Girls et mettaient en danger l'avenir des Rolling Stones.

## Analyse

### Analyse des paroles
Dans les paroles, Richards réfléchit sans vergogne sur son style de vie jusqu'à ce point. Le vers « C'est un autre au revoir à un autre bon ami » dans le premier couplet peut être interprétée comme faisant référence à Gram Parsons, un ami proche de Richards décédé en 1973 d'une overdose. Il fait également référence à l'héroïne elle-même : Richards est allé en cure de désintoxication pour soigner sa dépendance à l'héroïne après son arrestation à Toronto. Sa détermination à surmonter sa dépendance sera un facteur important dans son procès à venir.

### Enregistrement et structure musicale
Keith Richards a enregistré la chanson en cinq jours sans dormir. Initialement intitulée "Rotten Roll", la chanson a été enregistrée aux studios Pathé-Marconi en mars 1978 en l'absence de Mick Jagger pendant les sessions de Some Girls. La version finale - un rock 'n' roll de haute intensité - comporte Keith Richards au chant, aux guitares acoustiques et électriques et à la basse; Ronnie Wood à la pedal steel, la guitare slide et aux chœurs et Charlie Watts à la batterie et Mick Jagger aux chœurs.

## Postérité
Keith Richards a interprété la chanson pour la première fois en concert lors de la tournée des New Barbarians en Amérique du Nord en 1979; il a fallu attendre le Steel Wheels Tour en 1989 pour qu'il fasse son entrée dans le répertoire des concerts des Rolling Stones. Comme Happy, la chanson est devenue l'une des "chansons emblématiques" de Richards, joué sur la plupart des tournées des Rolling Stones depuis 1989; il l'a également joué sur les tournées 1992-93 des X-Pensive Winos pour la promotion de son album Main Offender.
Une performance en concert de la chanson a été incluse sur le DVD Four Flicks et le film Sweet Summer Sun: Hyde Park Live.
Steve Earle a également interprété la chanson en concert et l'a enregistrée dans le cadre d'un single split avec les Supersuckers.
Great Lake Swimmers a repris la chanson sur l'album Paint it Black: An Alt-Country Tribute to the Rolling Stones.

## Personnel
- Keith Richards : chant, guitares rythmiques acoustique et électrique, basse
- Ronnie Wood : pedal steel, guitare slide, chœurs
- Charlie Watts : batterie
- Mick Jagger : chœurs